# Донюшкін Юрій Олексійович
Юрій Олексійович Донюшкін (нар. 27 січня 1976, Сімферополь, УРСР) — український футболіст, захисник.

## Життєпис
Вихованець сімферопольської «Таврії», де його тренерами були Володимир Туховський і Леонід Чернов.
Його першою професіональною командою став сакський «Фрунзенець», який виступав у Перехідний лізі України. У сезоні 1993/94 років «Фрунзенець» став другим і вийшов у Другу лігу України. У новому сезоні клуб змінив назву і став називатися «Динамо». Перший сезон у Другій лізі завершився для сакської команди вдало, команда посіла четверте місце. Всього за «Динамо» грав протягом двох з половиною років і провів у її складі понад п'ятдесят матчів.
Взимку 1996 року підписав контракт з сімферопольською «Таврією». У чемпіонаті України дебютував 28 березня 1996 року в домашній грі проти донецького «Шахтаря» (1:3). У «Таврії» Донюшкін став гравцем основного складу. У матчі 12 жовтня 1997 року проти полтавської «Ворскли» Юрій отримав травму коліна, після чого не грав більш ніж півроку. Влітку 2000 року футболістом цікавилися російські клуби «Чорноморець» та «Уралан». Сезон 2000/01 років сімферопольці завершили на сьомому місці і отримали право виступати в Кубку Інтертото. У другому раунді «Таврія» обіграла болгарський «Спартак» з Варни, а потім поступилася французькому «Парі Сен-Жермен». Донюшкін взяв участь у всіх чотирьох матчах єврокубків.
Всього за «Таврію» грав протягом дев'яти сезонів і провів у її складі понад сто п'ятдесят матчів в чемпіонаті. У 2013 році журналіст Гаррінальд Немировський включив його до символічної збірної «Таврії» п'ятого десятиліття існування клубу.
Взимку 2004 року Донюшкін був відданий в оренду в друголіговий «Севастополь». Влітку 2004 року побував на перегляді в ужгородському «Закарпатті», але в підсумку підписав контракт з азербайджанським клубом «Туран» з Товуза. У грі проти «Карвана» Юрій травмував ніс. Всього за «Туран» провів дванадцять матчів в чемпіонаті за півроку. Взимку 2005 року був відправлений в оренду в сумський «Спартак», який виступав у Першій лізі України.
Влітку 2005 року підписав контракт з новачком Першої ліги України — молодіжненською «Кримтеплицею». У команді провів півроку і не був гравцем основного складу. У листопаді 2005 року він був виставлений на трансфер. У сезоні 2006/07 років став гравцем армянського «Титану» й разом з командою став бронзовим призером другої ліги, однак гравцем основи не став. Взимку 2008 року приєднався до іншої кримській команді, «Фенікс-Іллічовець» з Калініно. За калінінців грав протягом року і в більш ніж двадцяти матчах.
У грудні 2009 року в складі команди «Скворцово» став переможцем Кубка Кримтеплиці з міні-футболу. Взимку 2010 року було на перегляді в клубі «Форос» з чемпіонату Криму й взяв участь у Кубку Кримтеплиці. Надалі став виступати за «Гвардієць» з Гвардійського. Сезон 2010 року в чемпіонаті Криму завершився для «гвардійців» срібними медалями. У листопаді 2010 року разом з командою став переможцем Кубка мера Сімферополя. Рік по тому «Гвардієць» вперше з кримських команд дійшов до фіналу аматорського Кубка України і поступився в двоматчевому протистоянні «Бучі» з Київської області. 
У 2013 році став працювати масажистом в сімферопольській «Таврії». У травні 2014 року взяв участь в турнірі «Дружба і перемоги» в складі ветеранів «Таврії». З 2014 року працює масажистом у фейковому клубі ТСК, який було створено окупаційною владою Криму та її колаборантами.